# Нанкинская библиотека
Нанкинская библиотека (кит. упр. 南京图书馆, пиньинь Nánjīng Túshūguǎn) — третья по величине библиотека в Китае с более чем 10 миллионами единиц хранения. В ней хранится важная научная, культурная и художественная литература, относящаяся к истории и культуре провинции Цзянсу, а также другие национальные исторические документы, такие как древние китайские и иностранные публикации. Расположенная в древней столице Нанкине, библиотека содержит 1,6 миллиона древних книг и 100 000 томов книг, документов и рукописей (включая буддийские писания), датируемых периодом от империи Тан до империи Мин.

## История

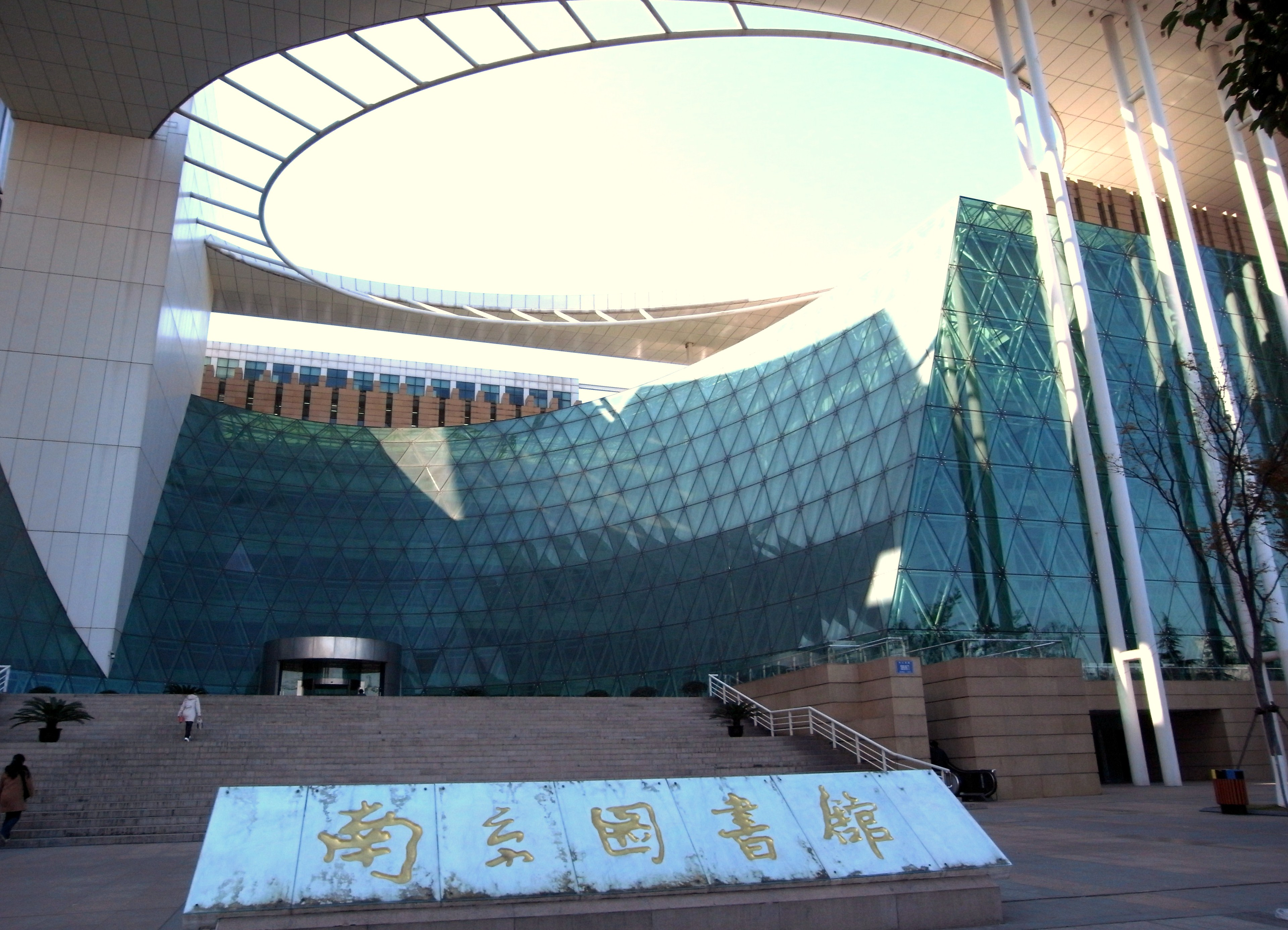

Нанкинская библиотека была основана в 1907 году как Цзяннаньская библиотека (江南图书馆). Со временем она претерпела несколько организационных изменений. Библиотека существовала во времена империи Цин, Китайской республики и дожила до эпохи Китайской Народной Республики. Она стала свидетелем величайших изменений, произошедших в современном Китае, и сама по себе дает четкие записи вековой истории современного Китая.
Большинство книг было собрано в 1949 году (год образования Китайской Народной Республики), включая как печатную, так и письменную документальную литературу.
В настоящее время количество коллекционных книг в Нанкинской библиотеке составляет 2,3 миллиона. Одной из особенностей Нанкинской библиотеки являются старинные документы, которых насчитывается 1,6 миллиона.

### Библиотека Цзяннань
В 1907 году Лянцзянский наместник Дуаньфан основал на месте Сииньской академии в Нанкине Цзяннаньскую библиотеку, чтобы сохранить древние книги и свитки эпох Сун Юань, Мин и Цин; библиотекарем был назначен Мяо Цюаньсунь. Цзяннаньская библиотека была первой современной публичной библиотекой в Китае.

### Библиотека китайских исследований
После свержения монархии и образования Китайской Республики Цзяннаньская библиотека была переименована сначала в Цзяннаньское книжное бюро (江南图书局), в 1913 году — в Библиотеку провинции Цзянсу (江苏省立图书馆), в 1919 году — в Первую библиотеку провинции Цзянсу (江苏省立第一图书馆).
В 1927 году в провинции Цзянсу была создана система университетских округов, и в соответствии с этой системой библиотека должна была управляться национальным университетом с дополнительной функцией управления образовательными делами в Цзянсу. Поэтому в 1927 году она была переименована в 4-ю библиотеку китаеведения Университета им. Сунь Ятсена (第四中山大学国学图书馆). В феврале 1927 года она была переименована в Библиотеку Цзянсуского университета (江苏大学图书馆), в мае того же года — в Библиотеку китаеведения центрального университетского района (中央大学区立国学图书馆), в 1929 году — в Библиотеку китаеведения провинции Цзянсу (江苏省立国学图书馆).
Во время войны с Японией Нанкин был быстро захвачен японцами, создавшими марионеточное китайское правительство. Библиотека была сначала переименована в Нанкинскую библиотеку китаеведения (南京市国学图书馆), в 1940 году — в Библиотеку китаеведения министерства образования (教育部国学图书馆), в 1941 году — в Государственную центральную библиотеку (国立中央图书馆).
После капитуляции Японии власти Китайской республики вернулись в Нанкин, но из-за поражения гоминьдановских властей в гражданской войне библиотекарь Цзян Фуцун к концу 1948 года Цзян Фуцун перевёз на остров Тайвань около 130 000 томов редких книг, что стало основой будущей Национальной центральной библиотеки Тайваня.
Перешедшие под контроль КНР остатки Государственной центральной библиотеки были переименованы Министерством культуры 19 марта 1950 года в Государственную Нанкинскую библиотеку, которая перешла в совместное управление Бюро культурных реликвий и Министерства культуры.
В октябре 1952 года Государственная Нанкинская библиотека объединилась с Библиотекой китаеведения провинции Цзянсу. В июле 1954 года библиотека была переименована в Нанкинскую библиотеку и перешла под контроль Управления культуры провинции Цзянсу.

## Ведомственная структура
Библиотека Нанкина имеет следующую структуру:
- Офис Коммунистической партии Китая НЛ
- Офис главного библиотекаря
- Департамент ресурсов Ху
- Профсоюз
- Управление по общим вопросам
- Офис охраны
- Отдел комплектования и каталогизации
- Отдел обслуживания читателей
- Департамент развития информационных ресурсов
- Департамент применения информационных технологий
- Историко-архивный отдел
- Департамент исследований и обучения
- Редакция библиотеки 21 века

## Программа взаимного библиотечного обмена
Библиотека Нанкина сотрудничает с Государственной библиотекой штата Виктория (Австралия) для взаимного обмена с 1985 года. Сюда входят визиты сотрудников и обмен публикациями между библиотеками.